# Liste der Monuments historiques in Felleries
Die Liste der Monuments historiques in Felleries führt die Monuments historiques in der französischen Gemeinde Felleries auf.

## Liste der Objekte
| Bezeichnung                                                                 | Beschreibung                      | Standort                        | Kennzeichnung | Schutzstatus | Datum | Bild |
| --------------------------------------------------------------------------- | --------------------------------- | ------------------------------- | ------------- | ------------ | ----- | ---- |
| Monstranz                                                                   | Siber, vergoldet, 18. Jahrhundert | in der Kirche St-Lambert (Lage) | PM59000561    | Classé       | 1984  |      |
| Kelch                                                                       | Silber, 18. Jahrhundert           | in der Kirche St-Lambert (Lage) | PM59000563    | Classé       | 1984  |      |
| Ziborium                                                                    | Silber, 18. Jahrhundert           | in der Kirche St-Lambert (Lage) | PM59000562    | Classé       | 1984  |      |
| Zwei Bleiglasfenster: Opferung Isaaks und Anbetung der Heiligen Drei Könige | 19. Jahrhundert                   | in der Kirche St-Lambert (Lage) | PM59005931    | Inscrit      | 1984  |      |